# البحرين في دورة الألعاب الأولمبية الصيفية 2024
شاركت البحرين في دورة الألعاب الأولمبية الصيفية 2024م، والتي أقيمت في باريس في الفترة من 26 يوليو إلى 11 أغسطس 2024م. ويعد هذا هو الظهور الحادي عشر على التوالي للبلاد في دورة الألعاب الأولمبية الصيفية، حيث كانت مشاركة مملكة البحرين الأولى في الألعاب الأولمبية الصيفية في دورة 1984م بلوس أنجلوس في الولايات المتحدة.
وقد شاركت البحرين في هذه الدورة الأخيرة بباريس بوفد مكون من 16 لاعب (6 من الرجال، و 8 سيدات) تنافست بهم في 5 ألعاب أولمبية مختلفة (ألعاب القوى، والجودو، والسباحة، ورفع الأثقال، والمصارعة).
واستطاعت البحرين من خلال هذه الدورة الحصول على أربع ميداليات ملونة (ذهبيتان، وميدالية فضية، وأخرى برونزية) أهلتها لاحتلال المركز 33 عالمياً، والأول عربيًا في جدول ترتيب الميداليات، متفوقة على كل من الجزائر ومصر وتونس، ويعد هذا المركز هو الأفضل في تاريخ مشاركات مملكة البحرين الأولمبية.
كما أن ما حققته مملكة البحرين في هذه الدورة يعد إنجازًا تاريخيًا غير مسبوق بالنسبة للمملكة على مستوى دورات الألعاب الأولمبية، والمتمثل في الحصول على أربع ميداليات ملونة في نسخة واحدة، وهذا العدد من الميداليات هو نفس العدد الذي حققته البحرين في الدوارات العشر السابقة التي شاركت فيها بداية من عام 1984م.

## الحائزون على الميداليات
| ميدالية | اسم             | رياضة       | حدث                         | تاريخ    |
| ------- | --------------- | ----------- | --------------------------- | -------- |
| ذهبية   | وينفريد يافي    | ألعاب القوى | سباق 3000 متر موانع للسيدات | 6 أغسطس  |
| ذهبية   | أحمد تاجالدينوف | مصارعة      | رجال -97 كجم                | 11 أغسطس |
| فضية    | سلوى عيد ناصر   | ألعاب القوى | 400 متر سيدات               | 9 أغسطس  |
| برونزي  | جور ميناسيان    | رفع الأثقال | رجال +102 كجم               | 10 أغسطس |

## المتنافسون
شاركت البحرين بـ 14 رياضي في دورة باريس 2024م، وفيما يلي بيان بأعداد المشاركين في الألعاب.
| الرياضة     | الرجال | السيدات | المجموع |
| ----------- | ------ | ------- | ------- |
| ألعاب القوى | 1      | 7       | 8       |
| الجودو      | 1      | 0       | 1       |
| سباحة       | 1      | 1       | 2       |
| رفع الأثقال | 2      | 0       | 2       |
| مصارعة      | 1      | 0       | 1       |
| المجموع     | 6      | 8       | 14      |

## ألعاب القوى
استطاع رياضيو المضمار والميدان البحرينيون تحقيق معاييرالمشاركة في دورة باريس 2024م، وذلك إما من خلال اجتياز علامة التأهل المباشرة ( الوقت المخصص لسباقات المضمار والطرق) أو من خلال التصنيف العالمي، في الأحداث التالية (بحد أقصى 3 رياضيين لكل حدث):
أحداث المضمار والطريق
الرجال
| برهانو بالو | سباق 500 متر  | 13:53.11 | 10 | لم يتقدم | لم يتقدم |
| برهانو بالو | سباق 1000 متر | 27:30.94 | 17 |          |          |

وجاءت نتائج لاعبو ألعاب القوى كالتالى: احتل بيرهانو بالو المركز السابع عشر بزمن (27:30.94 دقيقة)، فيما جاء في المركز العاشر في التصفية الثانية  بزمن (13:53.11 دقيقة).

السيدات
| سلوى عيد ناصر  | سباق 400 متر       | 49.91   | صعود تلقائي | 49.08      | 1 س      | 48.53 SB | الثاني   |          |          |
| كيمي أديكويا   | سباق 400 متر حواجز | DNS     | DNS         | لم يتقدم   | لم يتقدم | لم يتقدم | لم يتقدم | لم يتقدم | لم يتقدم |
| نيللي جيبكوسجي | سباق 800 متر       | 2:00.63 | 5 ر         | 2:01.12    | 5        | لم يتقدم | لم يتقدم | لم يتقدم | لم يتقدم |
| وينفريد يافي   | سباق 3000 م موانع  | 9:15.11 |             | 8:52.76 أو | الأول    |          |          |          |          |
| يونيس تشومبا   | ماراثون            | 2:26:10 | 10          |            |          |          |          |          |          |
| تيغيست غاشاو   | ماراثون            | 2:30:53 | 34          |            |          |          |          |          |          |
| روز تشيليمو    | ماراثون            | 2:32:08 | 43          |            |          |          |          |          |          |

وقد توجت العداءة وينفرد يافي في سباق 3000م موانع بالميدالية الذهبية، محطمة الرقم الأولمبي بزمن(8:52.76 دقيقة) متجاوزة الرقم السابق منذ أولمبياد بكين 2008م، وفي سباق 400متر حققت العداءة سلوى عبد الناصر الميدالية الفضية بزمن (48.53 ثانية) وهو أفضل توقيت لها هذا الموسم. وجاءت نتائج بقية المتنافسات كما هو موضح بالجدول أعلاه

## الجودو
للمرة الأولي، تتأهل البحرين لفئة الوزن التالية في الألعاب الأولمبية. حيث تأهل أسكيربي جيربيكوف (وزن نصف المتوسط للرجال) عن طريق حصة قارية تعتمد على التصنيف الأولمبي للنقاط.
| الرياضي                | الحدث | دور الـ64                  | دور الـ32       | دور الـ16       | ربع النهائي     | الدور نصف النهائي | إعادة المباراة  | النهائي / BM    | النهائي / BM |
| الرياضي                | الحدث | المنافس النتيجة            | المنافس النتيجة | المنافس النتيجة | المنافس النتيجة | المنافس النتيجة   | المنافس النتيجة | المنافس النتيجة | المركز       |
| ---------------------- | ----- | -------------------------- | --------------- | --------------- | --------------- | ----------------- | --------------- | --------------- | ------------ |
| أسكيربي جيربيكوف ايجور |       | البياراك (تركيا) · ل 00–10 | لم يتقدم        | لم يتقدم        | لم يتقدم        | لم يتقدم          | لم يتقدم        | 17              |              |

وقدم اللاعب أسكيربي أيجور آداءً مشرفًا في منافسات وزن تحت 81كجم، إلا أنه لم يتمكن من التأهل للدور التالي.

## سباحة
أرسلت البحرين سباحين اثنين للمنافسة في أولمبياد باريس 2024.
| الرياضي        | الحدث                    | التصفيات | التصفيات | نصف النهائي | نصف النهائي | النهائي  | النهائي  |
| الرياضي        | الحدث                    | الوقت    | المركز   | الوقت       | المركز      | الوقت    | المركز   |
| -------------- | ------------------------ | -------- | -------- | ----------- | ----------- | -------- | -------- |
| سعود غالي      | سباحة الصدر 200 متر رجال | 2:22.51  | 25       | لم يتقدم    | لم يتقدم    | لم يتقدم | لم يتقدم |
| أماني العبيدلي | سباحة 100 متر ظهر سيدات  | 1:04.27  | 31       | لم يتقدم    | لم يتقدم    | لم يتقدم | لم يتقدم |

وجاءت نتائج السباحين كالتالي: سجلت السباحة أماني العبيدلي رقمًا شخصيًا ووطنيًا جديدًا في تصفيات 100 متر ظهر سيدات، حيث حققت زمن قدره 1:04.27دقيقة. كما شارك اللاعب سعود صلاح غالي في منافسات سباق صدر 200 متر رجال، محققًا زمن قدره 2:22.51دقيقة، دون أن يتاهل للأدوار التالية.

## رفع الأثقال
للمرة الأولى، تشارك البحرين باثنين من رافعي الأثقال في المنافسة الأولمبية. فقد استطاع كل من ليسمان باريديس (وزن 102 كجم رجال) وجور ميناسيان (وزن فوق 102 كجم رجال) الحصول على أحد المراكز العشرة الأولى في أقسام وزنهما على التوالي، وذلك بناءً على تصنيفات التأهل الأوليمبي للاتحاد الدولي لرفع الأثقال.
| الرياضي        | الحدث         | خطف   | خطف  | النتر | النتر | المجموع | المركز |
| الرياضي        | الحدث         | نتيجة | رتبة | نتيجة | رتبة  | المجموع | المركز |
| -------------- | ------------- | ----- | ---- | ----- | ----- | ------- | ------ |
| ليسمان باريديس | رجال -102 كجم | 181   | 5    | 211   | 6     | 392     | 6      |
| غور ميناسيان   | رجال +102 كجم | 216   | 1    | 245   | 3     | 461     | الثالث |

وجاءت نتائج البحرين في رفع الأثقال كالتالي: توج اللاعب غور ميناسيان بالميدالية البرونزية في منافسات وزن فوق 102كجم بمجموع 461 نقطة في الخطف والنتر، وحقق اللاعب ليسمان باريديس مونتانو المركز السادس في منافسات وزن تحت 102كجم،ن بمجموع 392 نقطة، وهو أفضل رقم عربي في منافسات رفع الأثقال في هذه الدورة.

## مصارعة
للمرة الأولى منذ عام 2016م، تتأهل البحرين إلى المنافسة الأولمبية بمصارع واحد من كل فئة. حيث تأهل أحمد تاجودينوف إلى الألعاب، وذلك بفضل نتائجه ضمن المراكز الخمسة الأولى في بطولة العالم 2023م والتي أقيمت في بلغراد، صربيا.
وقد جاءت نتائج أبطال المصارعة كالتالي: حقق المصارع أحمد تاج الدين إنجازًا خالدًا بحصوله على الميدالية الذهبية بعد فوزه على الجورجي ماتشرا شيفيلي في النهائي، ليهدي البحرين أول ميدالية في المصارعة في تاريخ الألعاب الأولمبية.
وبدأ تاج الدين مشواره بتخطي الدور الأول في وزن 97كجم،وفوزه على الأمريكي كيلي سنايد في الدور التالي ليواصل طريقه إلى النهائي.